# Osiris mourei
Osiris mourei är en biart som beskrevs av Michener 1954. Osiris mourei ingår i släktet Osiris och familjen långtungebin. Inga underarter finns listade i Catalogue of Life.